# Sisyrinchium arguellesiae
Sisyrinchium arguellesiae là một loài thực vật có hoa trong họ Diên vĩ. Loài này được Ceja, Espejo & López-Ferr. miêu tả khoa học đầu tiên năm 1998.